# ジャッキー・カルーラ
ジャッキー・カルーラ（Jackie Callura、1917年9月14日 - 1993年11月15日）は、カナダオンタリオ州ハミルトン出身のプロボクサー。元NBA世界フェザー級チャンピオン。

## 略歴
1943年1月18日、ジャッキー・ウィルソンに12回判定勝ち、NBA世界フェザー級王者となる。前王者ウィルソンを相手に初防衛を果たすが、同年12月27日、フィル・テラノバに6回KO負け。

## 通算戦績
112戦59勝（16KO）41敗12引分け(boxrecから引用)